# Phplist
phpList — веб-приложение, относящееся к свободному программному обеспечению, для управления электронными почтовыми рассылками.
Данное ПО предназначено для рассылки электронной почты с различной информацией, например: маркетинговые кампании, новостные рассылки и рассылка информационных бюллетеней. Программа написана на языке PHP и использует БД MySQL для хранения информации. phpList распространяется на условиях лицензии GPL второй версии, спонсор и разработчик программы — компания Tincan. В отличие от Mailman, предполагается только односторонняя отправка писем.

## Обзор
С помощью phpList можно управлять подписчиками и отправлять письма большому количеству электронных адресов.
В программе автоматизированы управление подписчиками, в частности регистрация, изменение персональных данных подписчиков и запросы на отказ от подписки.
Регистрация или оформление подписки на одну или несколько рассылок осуществляется через страницы подписки, которые могут быть интегрированы с веб-сайтом. Во время регистрации у подписчиков может быть запрошена различная информация, например: страна проживания, язык, дата рождения, любимая еда и так далее. Эти параметры определяет администратор списка рассылки, и затем, в любое время, может изменять их. Указанная подписчиками информация может быть использована в дальнейшем для таргетинга рассылок, то есть письма можно отправлять ограниченному кругу подписчиков, которые удовлетворяют заданным критериям, например страна или город проживания. Интерфейс программы доступен на 30-и языках, в частности доступен полный перевод на русский язык. Документация детально описывает функциональность и возможности продукта и доступна на английском языке, частично на испанском, французском и голландском.

## Поддерживаемые операционные системы и СУБД
Программа разработана для работы в GNU/Linux c использованием веб-сервера Apache. Однако также совместима с Windows и Unix-подобными системами, такими как OpenBSD, FreeBSD, Mac OS X. phpList разработан для подключения к СУБД MySQL, при использовании встроенной поддержки ADOdb, есть возможность задействовать подключение к другим СУБД, таким как PostgreSQL, Microsoft SQL Server, SQLite, Sybase, IBM DB2 и Oracle.

## Размещённый сервис и платная поддержка
В 2011 году был запущен платный размещённый сервис (SaaS), он доступен только на английском языке и предоставляет ограниченную функциональность веб-приложения. Однако сервис предварительно настроен и клиенту нужно лишь указать параметры, свойственные только ему, такие как шаблон, адреса эл. почты, сайт, системные письма и др. Также сервис гарантирует доставляемость писем и следит за показателями рассылок, позволяя в случае хорошего рейтинга снизить ограничения.
Помимо размещённой версии, можно получить платную поддержку в установке, настройке и сопровождении phpList. Поддержку предлагают независимые ИТ-консультанты и компании в разных странах и на разных языках.